# Aeroportul Door County Cherryland
Aeroportul Door County Cherryland (IATA: SUE, ICAO: KSUE, FAA LID: SUE) este un aeroport din Comitatul Door, Wisconsin, Wisconsin, Statele Unite ale Americii ce deservește zona Sturgeon Bay. Aeroportul a fost tranzitat în 2019 de 44 de pasageri.
Situat la o altitudine de 221 m, aeroportul dispune de 2 piste.

## Infrastructură

### Piste
Aeroportul dispune de 2 piste. Pista 02/20 are suprafața de asfalt și dimensiunile 4.599 picioare × 75 picioare. Pista 10/28 are suprafața de asfalt și dimensiunile 3.199 picioare × 75 picioare. 